# Strzelba Norinco HP9-1
Norinco HP9-1 (Type 97-1) – chińska strzelba typu pump action, będąca kopią amerykańskiej strzelby Remington 870. Broń jest wykorzystywana przez chińską Zbrojną Policję Ludową oraz produkowana jest na eksport (m.in. do Stanów Zjednoczonych, gdzie sprzedawana jest na rynku cywilnym pod nazwą Norinco Hawk 982).